# Горо (фильм, 1979)
«Горо» (оригинальное название — «Золотой пёс» яп. 黄金の犬: о: гон-но ину; англ. The Golden Dog) — японский фильм, снятый на стыке двух жанров: драмы и политического детектива. Киновариант одноимённого телесериала, состоящего из 9 серий (не сокращённый вариант сериала, а заново снятый для кинопроката фильм). Постановка осуществлена режиссёром Сигэюки Яманэ в 1979 году. Экранизация романа Дзюко Нисимуры. Хотя события этого политического детектива и выдуманы авторами фильма, они вполне могли бы быть. Особенностью ленты является то, что одним из главных её «героев» стала симпатичная лайка, именем которой называлась картина в прокате в СССР. Порода собаки, снимавшейся в фильме — акита-ину. К той же породе принадлежал и знаменитый пёс Хатико, который в Японии является символом верности и преданности.

## Сюжет
... В руки журналиста Охаси попадает микроплёнка с документами о незаконной сделке руководящих работников министерства внешней торговли и промышленности, получивших крупную взятку за продажу некоей южноазиатской стране военного корабля под видом торгового судна. Охаси шантажирует чиновника Нагаяму, подписавшего эти документы. Нагаяма пытается уговорить своего начальника выплатить требуемую сумму, иначе журналист опубликует документы в печати. Опасаясь разоблачения, мафия, обосновавшаяся в министерстве, решает избавиться и от Нагаямы, и от Охаси. После двух неудавшихся покушений на их жизнь Нагаяма и Охаси бегут из Токио. Однако бандиты настигают их. Охаси убит. Спасшийся Нагаяма ставит перед собой цель: во что бы то ни стало переправить микрофильм в полицейское управление Токио.
На острове Хоккайдо, где он пытается скрыться, Нагаяма видит однажды «беспризорную» собаку. Её хозяин был смертельно ранен на охоте, а его спутник, спеша доставить раненого на аэродром, забыл о собаке. Теперь Горо вынужден сам добираться домой в Токио. Нагояма решает спрятать микрофильм в капсуле на ошейнике собаки, рассчитывая, что Горо в любом случае доберётся до Токио.
Тем временем в полиции начинается расследование дела об убийстве Охаси и исчезновении Нагаямы. Полицейский следователь Ясутака вскоре устанавливает, , что следы преступления ведут к видному политическому деятелю Тодзаве. Чтобы получить доказательства этого, необходимо найти Нагаяму. Но его ищет и мафия.
В дальнейшем происходит головокружительное развитие многочисленных событий. Нападения, погони, перестрелки, похищения сменяют друг друга с немыслимой быстротой. Через некоторое время наёмный убийца всё-таки настигает Нагаяму, но перед смертью тому удаётся сообщить о местонахождении микроплёнки Ясутакэ. Тогда полиция и мафия начинают «охотиться» за Горо.
В конце концов после ещё одной порции погонь, после мнимой гибели пса и его воскресения капсула попадает к следователю Ясутакэ. Теперь полиция располагает доказательствами преступной деятельности Тодзавы, успевшего к этому времени стать министром обороны.

## В ролях
- Кодзи Цурута — Нориюки Ясутака
- Ёко Симада — Рэйко Китамори
- Исао Нацуяги — Юкити Нагаяма
- Кэнсаку Морита — Сабуру Курата
- Такэо Тии — Рёити Танума
- Рэйко Икэ — Дзюнко Нагаяма
- Ёсико Мита — Кёко Катасэ
- Дзюн Фудзимаки — Мамору Мидзуки
- Хадзимэ Хана — Мотомура
- Акихико Хирата — Кан Айдзава
- Юрико Хисими — Миса
- Рэйко Каяма — Сатоми Хираока
- Кёсукэ Матида — Сюнсукэ Гото
- Нобору Митани — Тадао Охаси
- Эйдзи Окада — Сюхэй Агата
- Эйтаро Одзава — Ёити Тодзава
- Бунта Сугавара — водитель грузовика

## Премьеры
- — национальная премьера фильма состоялась 2 июня 1979 года[3].
- — фильм демонстрировался в кинопрокате СССР с 29 января 1982 года[4]

## Награды и номинации
Премия Японской киноакадемии
- 4-я церемония вручения премии (1980)[5]

Номинации в категориях:
- за лучшее исполнение мужской роли второго плана — Такэо Тии
- за лучшее исполнение мужской роли второго плана — Исао Нацуяги

## О фильме
Поначалу это был ТВ мини-сериал, вышедший в девяти сериях в сезонах 1978—1979 гг. После успешного показа на малом экране, решено было переснять популярный сериал для большого экрана (именно об этом киноварианте, демонстрировавшемся в кинотеатрах СССР эта статья). На волне успеха, как телесериала, так и последовавшего за ним кинофильма, в дальнейшем было снято несколько ремейков, в том числе телефильм на TV Asahi в 1991 году, а затем ещё один ТВ фильм 2001 года на TV Tokyo.

## Комментарии
1. ↑  Оригинальное название — 黄金の犬: о: гон-но ину, что в переводе на русский язык — «Золотой пёс». В советском прокате фильм демонстрировался с 29 января 1982 года под названием «Горо», р/у Госкино СССР № 1902981 — опубликовано: "Аннотированный каталог фильмов, выпущенных в 1982 году. В/О «Союзинформкино», Госкино СССР, М.-1983, стр. 89.